# (3489) Lottie
(3489) Lottie est un astéroïde de la ceinture principale.

## Description
(3489) Lottie est un astéroïde de la ceinture principale. Il fut découvert le 10 janvier 1983 à l'observatoire Palomar par Kenneth Herkenhoff et Gregory Wayne Ojakangas. Il présente une orbite caractérisée par un demi-grand axe de 2,41 UA, une excentricité de 0,10 et une inclinaison de 6,3° par rapport à l'écliptique.

## Compléments